# Povstání heilótů

Území starověké Sparty s Messénií v západní části

Povstání heilótů byly vzpoury nevolnického obyvatelstva proti Spartě ve starověkém Řecku.
Heilóti byli nesvobodní obyvatelé starověké Sparty, kteří měli status jakýchsi nevolníků či zvláštních otroků. Podle starověkých zdrojů, zejména Thúkydida, žili Sparťané v neustálém strachu z heilótské vzpoury. Museli myslet zejména na to, že Messénci ani po dvou prohraných válkách nikdy neztratili vědomí své dřívější nezávislosti. O povstáních heilótů v lakónském srdci Sparty se toho ví málo. První velké heilótské povstání po dobytí Messénie vypuklo v roce 464 před Kristem, když Spartu zasáhlo silné zemětřesení, které si vyžádalo mnoho mrtvých. Zpočátku se Sparťanům nepodařilo povstání potlačit, protože se k němu ještě připojili dosud neheilótizovaní Messénci a také perioická města Thouria a Aithaia. Podle Diodora zabránila dobytí Sparty pouze rozhodná akce krále Archidama. Povstalci pak udělali z hory Ithomi nedobytnou pevnost.
Sparťané cítili, že jejich situace je zoufalá a zavolali na pomoc Athéňany, protože ti měli s obléháním zkušenosti. Spartský Perikleidas se údajně v Athénách objevil jako prosebník. Když se však athénská armáda v roce 462 před Kristem objevila na Peloponésu pod vedením Kimóna, který byl znám jako přítel Sparťanů, Sparťané již vojenskou situaci nepociťovali jako tak hrozivou, aby chtěli přijmout cizí pomoc, zejména ne z Athén, se kterými soupeřili o vládu v Řecku. Poslali proto Athéňany zpět. Tato urážka však vedla k tomu, že Kimón byl vyhnán a byl to také začátek otevřených konfliktů mezi Athénami a Spartou. Messénci v pevnosti Ithome se nakonec vzdali (podle Thukydida v desátém roce, ale možná o něco dříve) výměnou za volný odchod. Byli Athéňany přesídleni do Naupaktu. Spartská vláda nad zbývajícími messénskými heilóty pak byla obnovena.
Když Athény v první fázi peloponéské války v roce 425 před Kristem obsadili mys Pylos a následující rok ostrov Kythéra, obávali se Sparťané nové vzpoury messénských heilótů. Zejména proto, že Athéňané přivedli dřívější rebely z Naupaktu zpět na Peloponés. Teprve Nikiův mír v roce 421 před Kristem ukončil strach Sparťanů z velkého povstání, ke kterému však nikdy nedošlo.
Po porážce Sparťanů u Leuktry vpadli Thébané v roce 370 před Kristem na Peloponés a pomohli Messéncům získat nezávislost. Nové hlavní město Messéne bylo založeno na úpatí hory Ithomi. Lakónští heilóti, ze kterých vzali Sparťané do své armády 6000 mužů, zůstali věrní svým pánům. Mocenská základna Sparty však byla ztrátou Messénie rozhodně oslabena.